# Cabine de pilotagem
A cabine de pilotagem ou cabine de comando (em inglês:  cockpit, ou atualmente, flight deck) é uma área usualmente situada na parte dianteira de uma aeronave, de onde os pilotos a controlam.
Conta com todos os instrumentos de controle do avião, como o velocímetro, o horizonte artificial, o altímetro, climb, o giro direcional, o turn and blank, instrumentos do motor, VOR e ADF, o manche ou manípulo eletrónico de controlo, os pedais, os links radiais, o ILS, as manetes de mistura, RPM e potência, alavanca de flapes, carburador, magnetos e compensadores, engate da chave, botão de partida, ar-condicionado, faróis, limpador de para-brisa, geradores elétricos, bateria, sistema hidráulico e bomba de combustível e, nas aeronaves mais modernas, telas de navegação.
A cabine de pilotagem pode albergar mais do que um piloto, podendo assim ter espaço para um copiloto, um navegador e um engenheiro de voo.

## Galeria

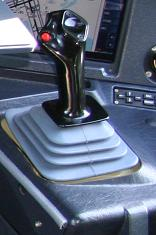
Side-stick
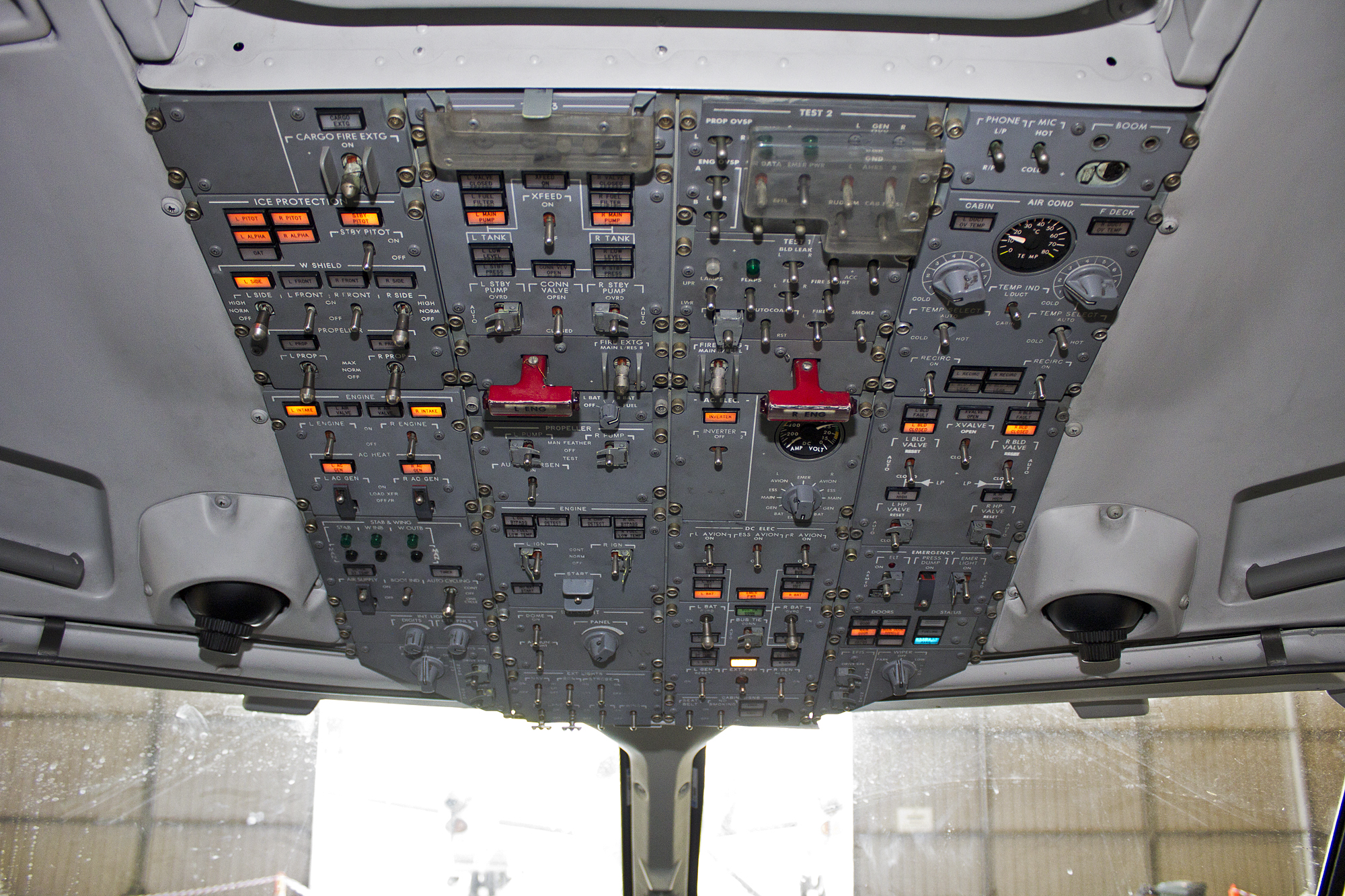
Overhead panel
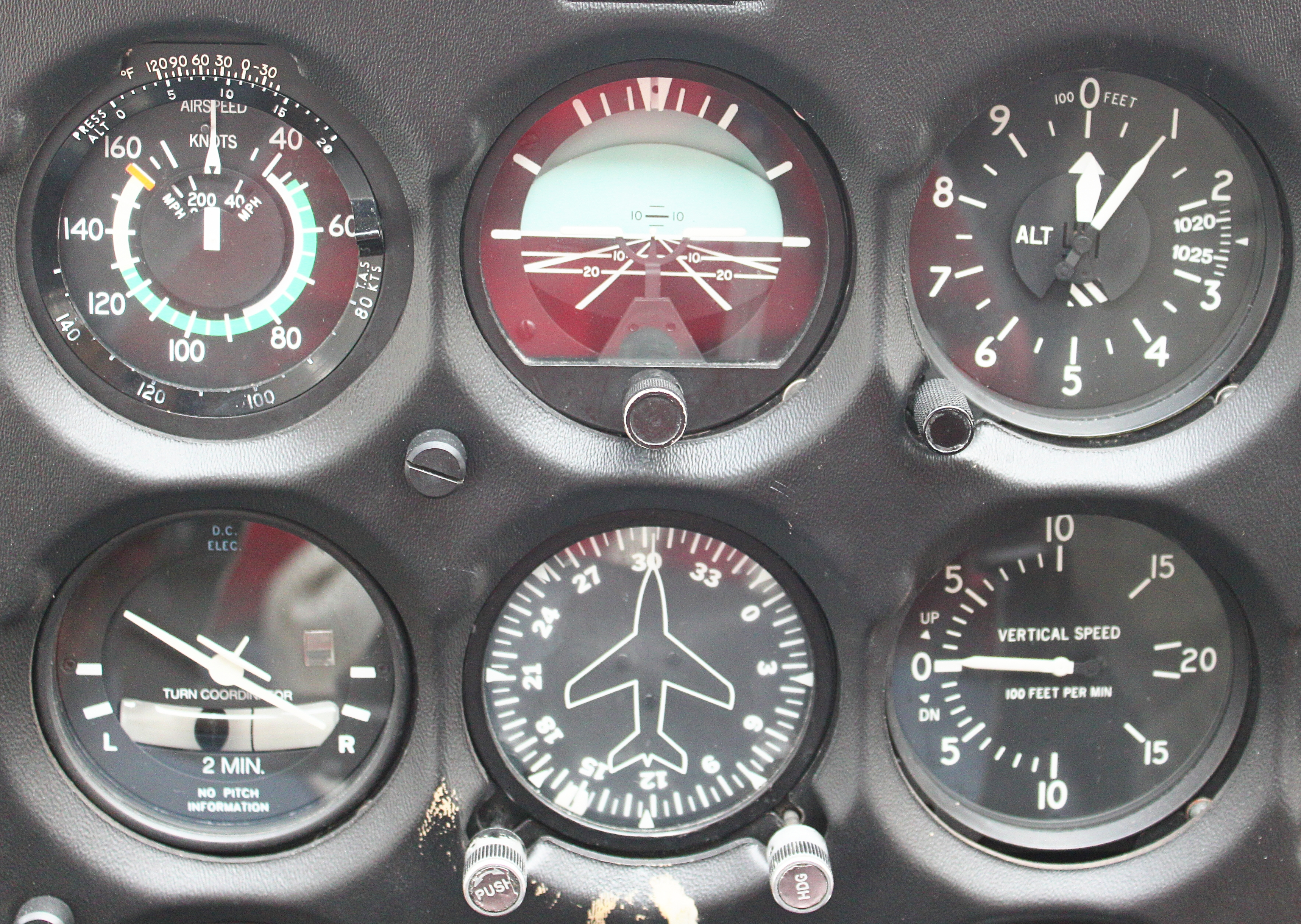
Instrumentos no formato mecânico.
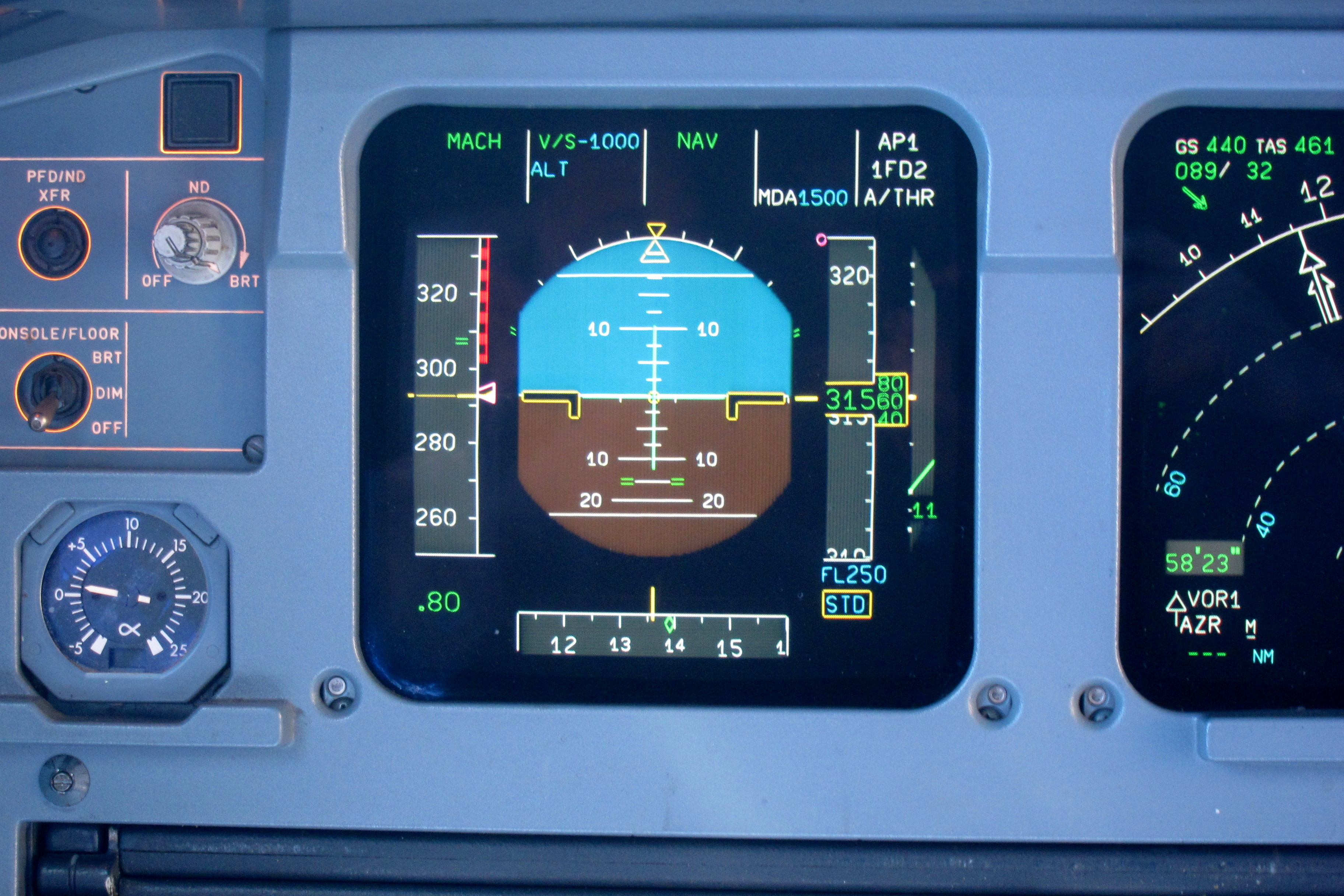
Instrumentos no formato digital.
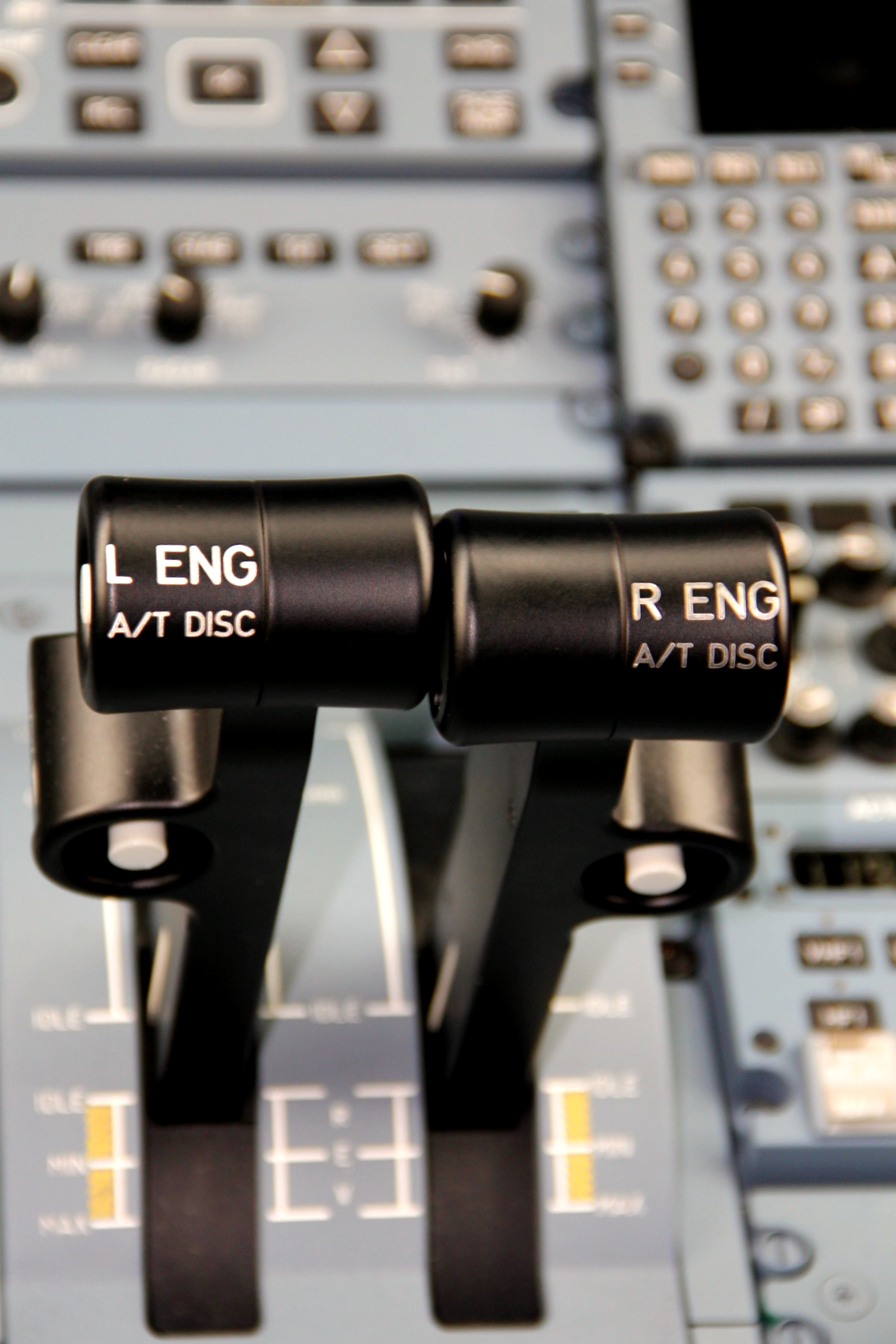
Manetes
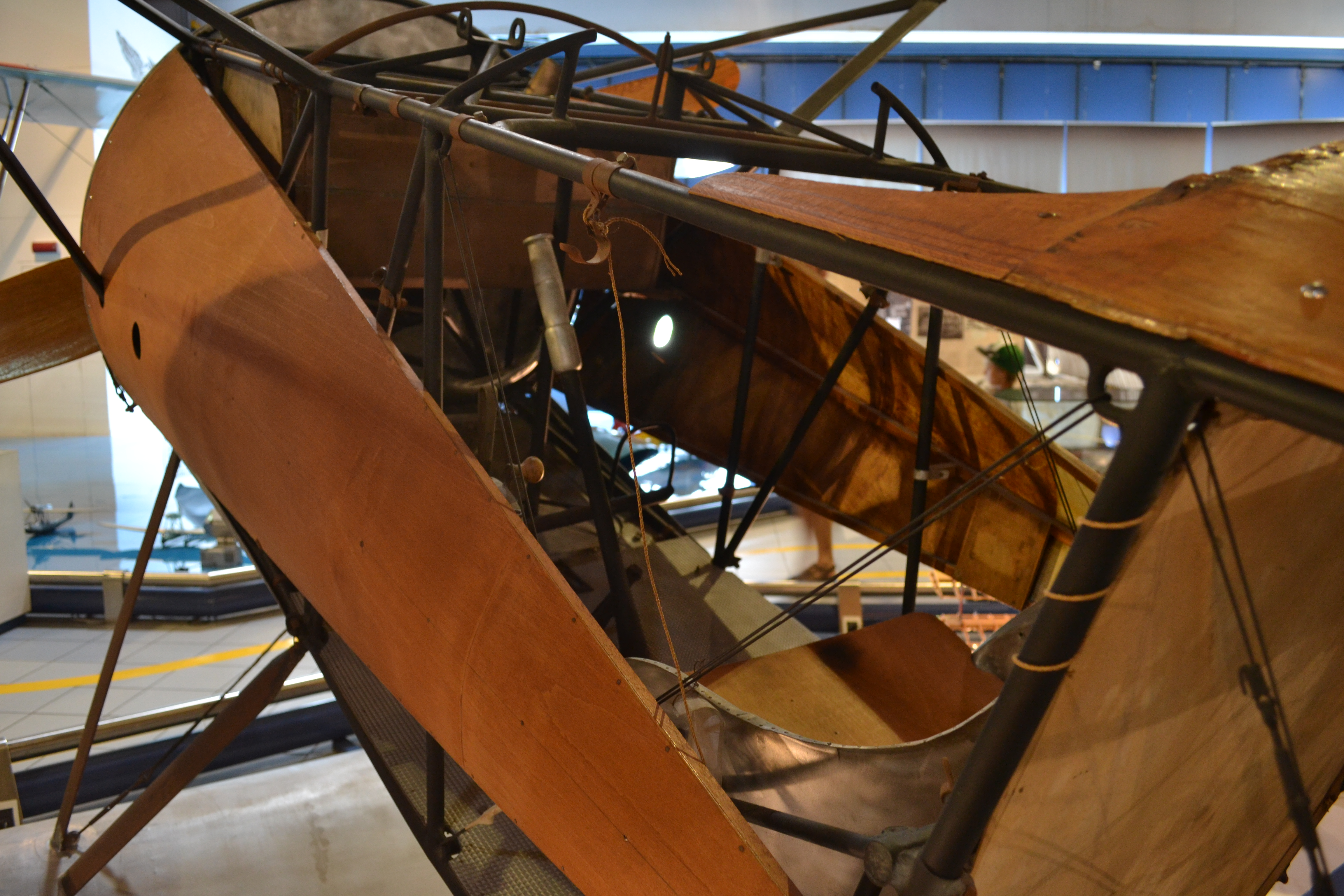
Cabine do Fokker D.VIII (1918)
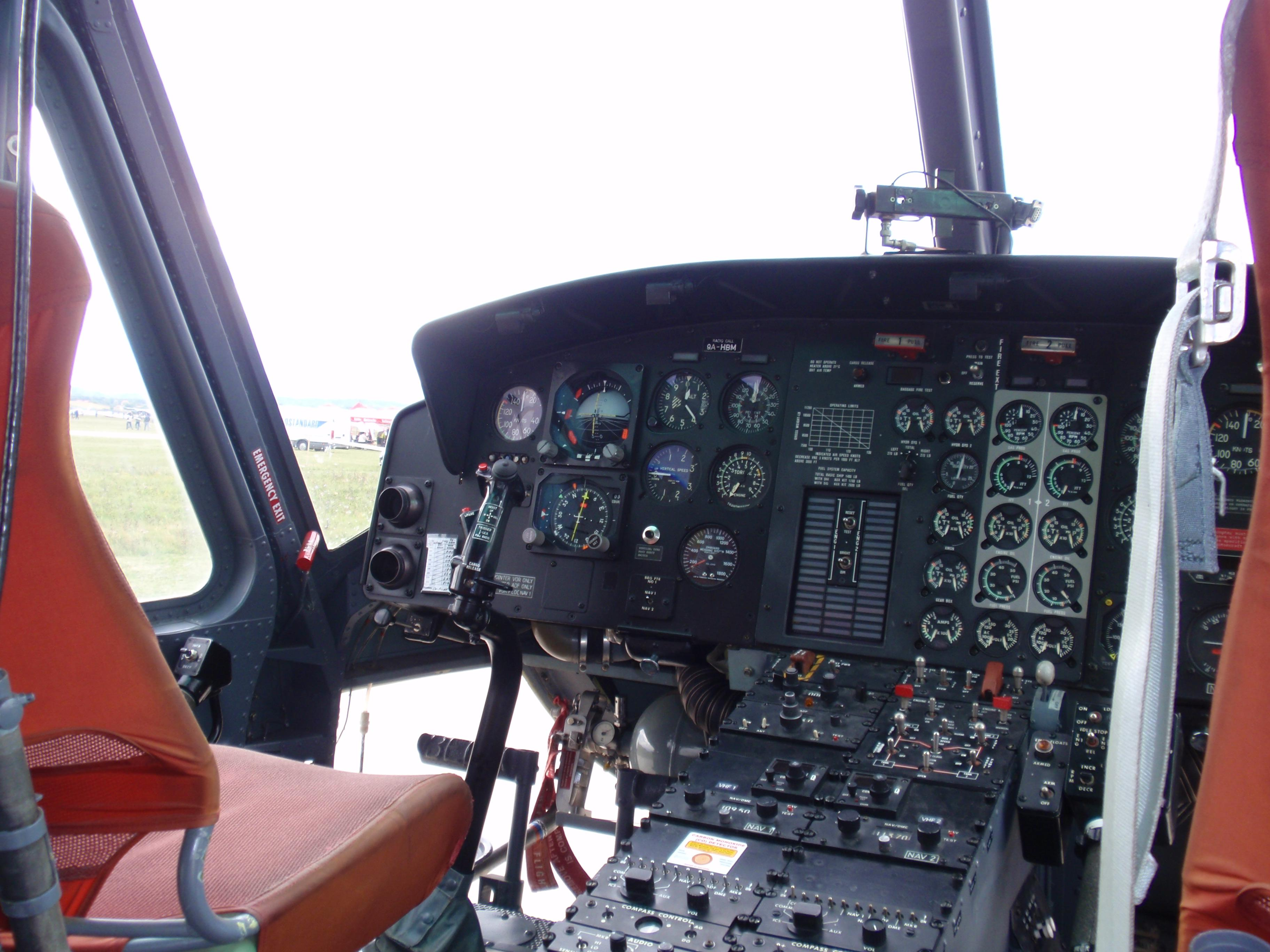
Painel do helicóptero Agusta
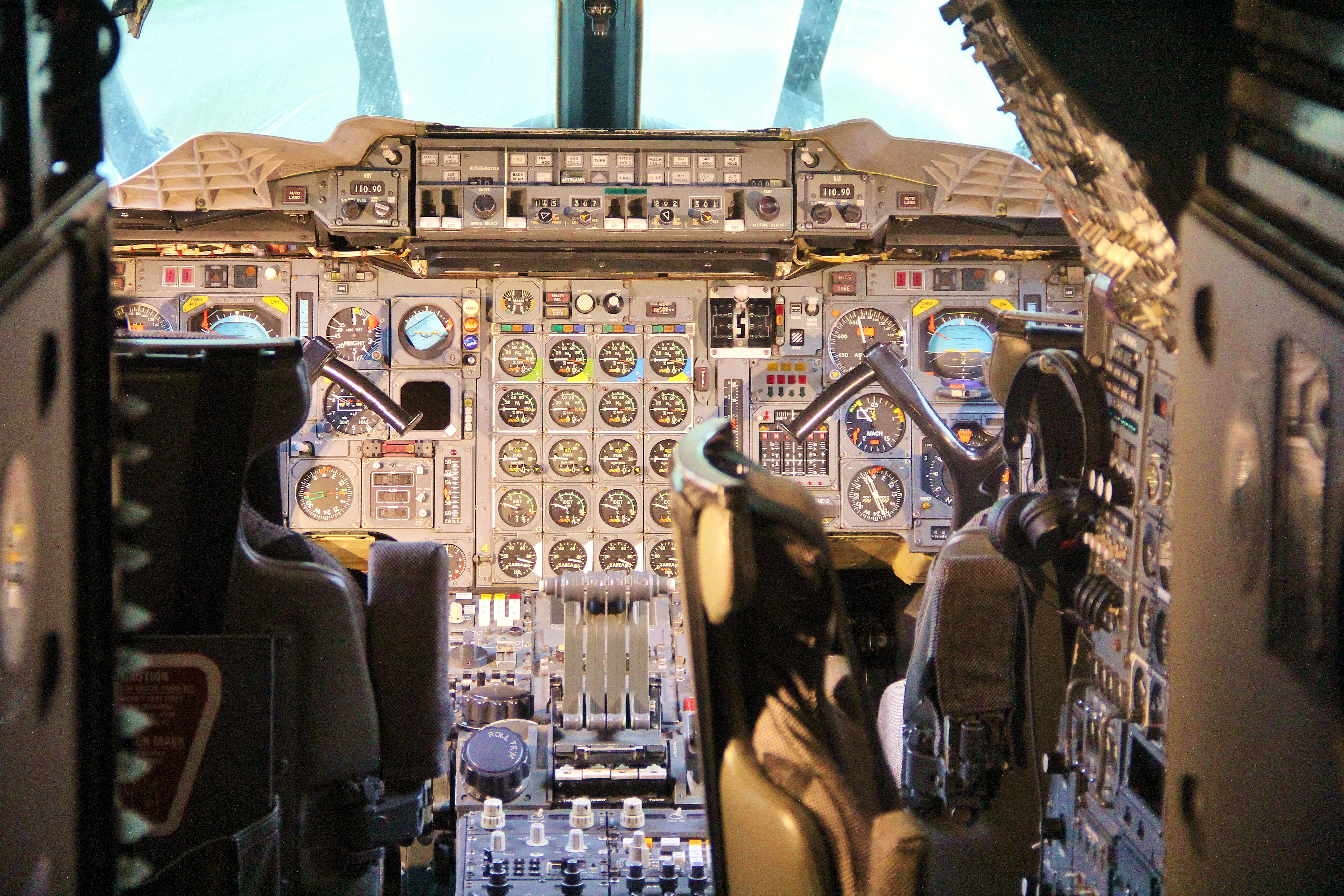
Painel analógico (Concorde)
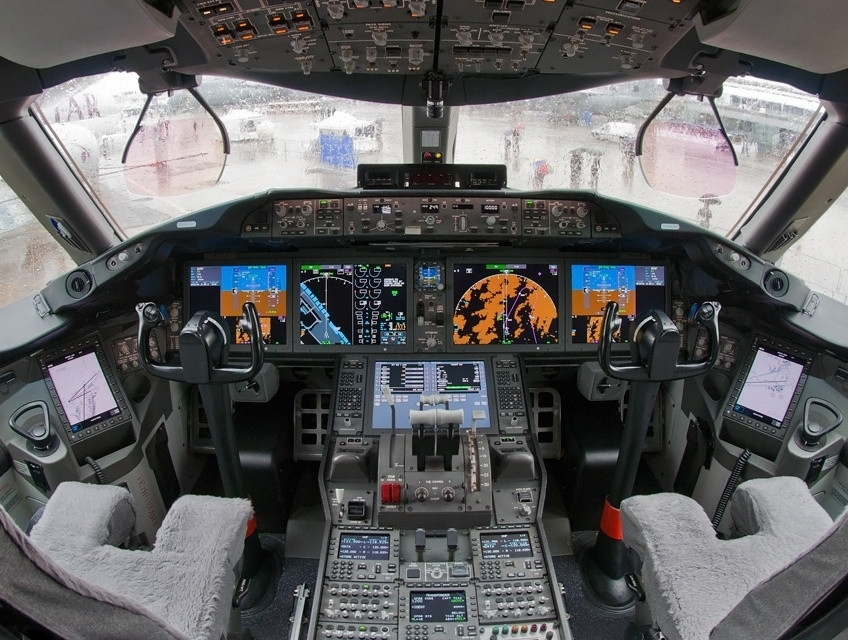
Painel digital (Boeing 787)